# Maroc aux Jeux olympiques d'été de 1976
Le Maroc  participe pour la 5e fois à des Jeux olympiques d'été en 1976 à Montréal.
Après 3 jours, Le comité quitte la compétition et rejoint le boycott organisé par l'ensemble des pays africains.

## Athlétisme
Mohamed Benbaraka, engagé sur le 5 000 mètres, ne participe pas en raison du boycott.

### Boxe
Malgré le boycott, Abderahim Najim a joué son combat car le match avait lieu avant la décision de la fédération. Son parcours s'arrête toutefois dès le premier tour.
Hommes
| Athlète         | Compétition         | 1/16 de finale      | 1/8 de finale       | Quarts de finale    | Demi-finales        | Finale              |
| Athlète         | Compétition         | Adversaire Résultat | Adversaire Résultat | Adversaire Résultat | Adversaire Résultat | Adversaire Résultat |
| --------------- | ------------------- | ------------------- | ------------------- | ------------------- | ------------------- | ------------------- |
| Abderahim Najim | Mi-mouches (-48 kg) | Park Chan-Hee DSQ-3 | –                   | –                   | –                   | –                   |